# لي دونج-وون
لي دونج-وون (7 نوفمبر 1983 في كوريا الشمالية - ) هو لاعب كرة قدم كوري جنوبي في مركز الدفاع. شارك مع منتخب كوريا الشمالية تحت 17 سنة لكرة القدم ومنتخب كوريا الشمالية تحت 23 سنة لكرة القدم. أما مع النوادي، فقد لعب مع إنتشون يونايتد ونادي أولسان هيونداي ونادي بوسان أي بارك ونادي سريويجايا وتشونام دراغونز ودايجون هانا سيتزن وChainat Hornbill F.C. ‏.

## وصلات خارجية
- لي دونج-وون على موقع دوري كوريا الجنوبية (الإنجليزية)
- لي دونج-وون على موقع قاعدة بيانات كرة القدم.إي يو (الإنجليزية)
- لي دونج-وون على موقع Soccerway.com (الإنجليزية)